# 加利翁 (阿拉巴馬州)
加利翁（英語：Gallion）是一個位於美國阿拉巴馬州黑爾縣的非建制地區。該地的面積和人口皆未知。

## 地理
加利翁的座標為32°29′48″N 87°42′58″W / 32.49666°N 87.71611°W，而該地的平均海拔高度為57米（即190英尺）。